# NGC 5033
NGC 5033 est une vaste galaxie spirale relativement rapprochée et située dans la constellation des Chiens de chasse. Sa vitesse par rapport au fond diffus cosmologique est de 1 101 ± 16 km/s, ce qui correspond à une distance de Hubble de 16,2 ± 1,2 Mpc (∼52,8 millions d'al). NGC 5033 a été découverte par l'astronome germano-britannique William Herschel en 1785.
La classe de luminosité de NGC 5033 est III et elle présente une large raie HI. Elle renferme également des régions d'hydrogène ionisé. C'est aussi une galaxie active de type Seyfert 1.9. La luminosité de la galaxie NGC 5033 dans l'infrarouge lointain (de 40 à 400 µm)  est égale à 1,15 × 1010 {\displaystyle L_{\odot }} (1010,06{\displaystyle L_{\odot }}) et sa luminosité totale dans l'infrarouge (de 8 à 1 000 µm) est de 1,35 × 1010 {\displaystyle L_{\odot }} (1010,13{\displaystyle L_{\odot }}).
En raison d'une brillance de surface égale à 14,52 mag/am2, on peut qualifier NGC 5033 de galaxie à faible brillance de surface (LSB en anglais pour low surface brightness). Les galaxies LSB sont des galaxies diffuses (D) avec une brillance de surface inférieure de moins d'une magnitude à celle du ciel nocturne ambiant.
À ce jour, 25 mesures non basées sur le décalage vers le rouge (redshift) donnent une distance de 16,468 ± 6,721 Mpc (∼53,7 millions d'al), ce qui est à l'intérieur des valeurs de la distance de Hubble. Malgré sa proximité avec le Groupe local, ces deux distances sont presque égales.

## Trou noir supermassif
Selon les auteurs d'un article publié en 2012, la masse du trou noir supermassif au centre de NGC 5033 est de 44 millions de {\displaystyle M_{\odot }}. La connaissance de sa masse et de son taux d'accrétion permet d'estimer le taux de formation d'étoiles dans la région centrale des galaxies de type Seyfert. Ce taux pour cette galaxie serait à l'intérieur et à l'extérieur d'un rayon de 1 kpc respectivement de 0,33 {\displaystyle M_{\odot }}/an et de 1,8 {\displaystyle M_{\odot }}/an.

## Un disque entourant le noyau
Grâce aux observations du télescope spatial Hubble, on a détecté un disque de formation d'étoiles autour du noyau de NGC 5033. La taille de son demi-grand axe est égale à 960 pc (~3 131 années-lumière).

## Supernova
Quatre supernovas ont été découvertes dans NGC 5033 : SN 1950C, SN 1985L et SN 2001gd, SN 2025mvn,

### SN 1950C
Cette supernova a été découverte le 15 avril 1950 par l'astrophysicien américano-suisse Fritz Zwicky. Le type de cette supernova n'a pas été déterminé.

### SN 1985L
Cette supernova a été découverte le 13 juin 1985 par l'astronome russe Natalya Metlova. Cette supernova était de type II.

### SN 2001gd
Cette supernova a été découverte le 24 novembre 2001 conjointement à Yamagata au Japon par l'astronome japonais Koichi Itagaki et A Dimai membre de l'association CROSS de l'association astronomique de Cortina. Cette supernova était de type IIb.
SN 2025mvn
Cette supernova a été découverte par le programme de recherche ATLAS le 3 juin 2025. Cette supernova est de type II.

## Groupe de NGC 5005
Selon A. M. Garcia, NGC 5033 est un des membres du Groupe de NGC 5005. Ce groupe de galaxies compte au moins 16 membres. Les autres galaxies du groupe sont NGC 4861, NGC 5002, NGC 5005, NGC 5014, NGC 5107, NGC 5112, IC 4182, IC 4213, UGC 8181, UGC 8246, UGC 8261, UGC 8303, UGC 8314, UGC 8315 et UGC 8323.
Abraham Mahtessian mentionne aussi l'existence de ce groupe, mais il n'y figure que quatre galaxies, soit NGC 5005, NGC 5014, NGC 5033 et IC 4213.

## Galerie

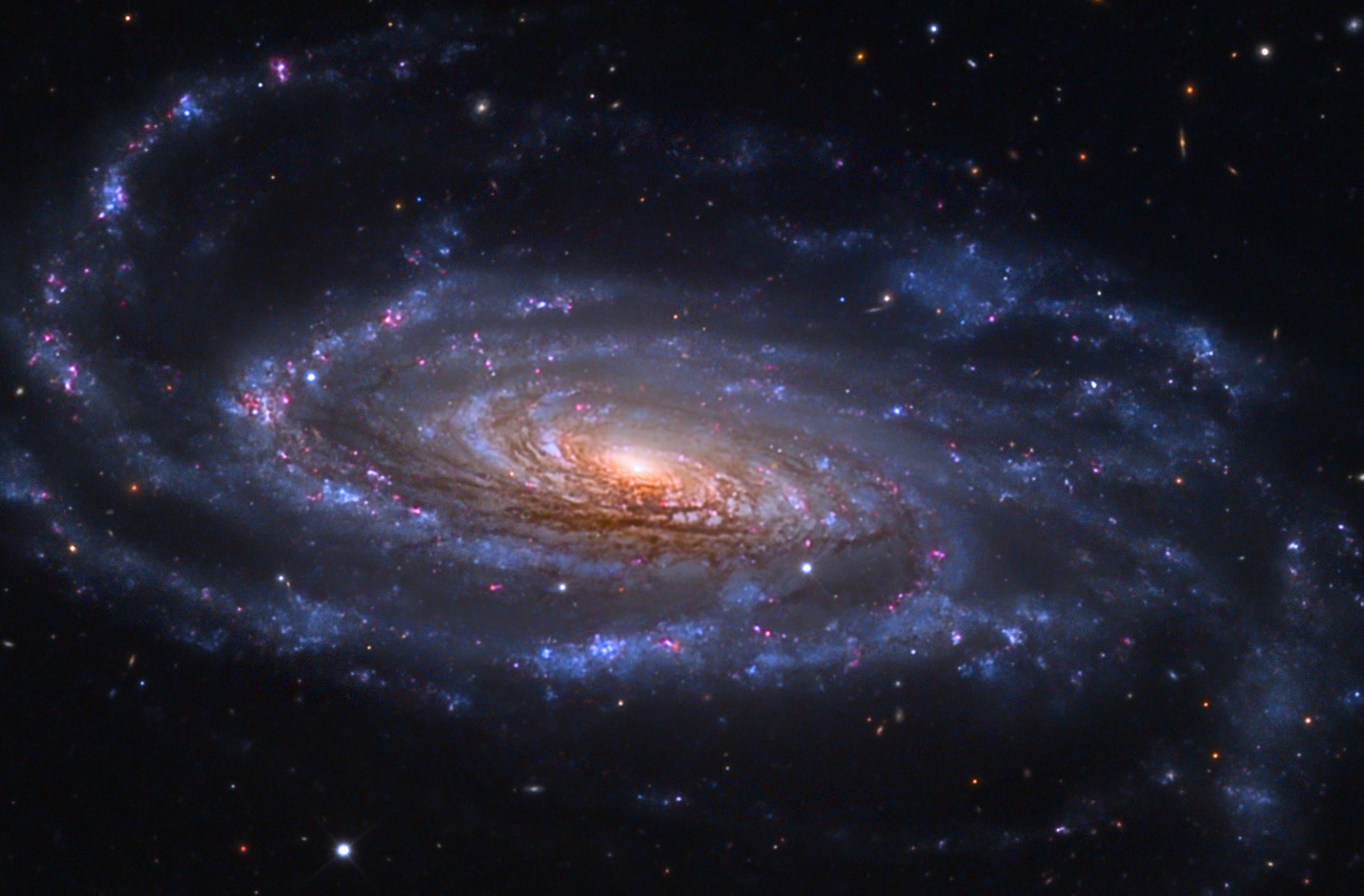
NGC 5033 par Adam Block (Observatoire du mont Lemmon/Université de l'Arizona).
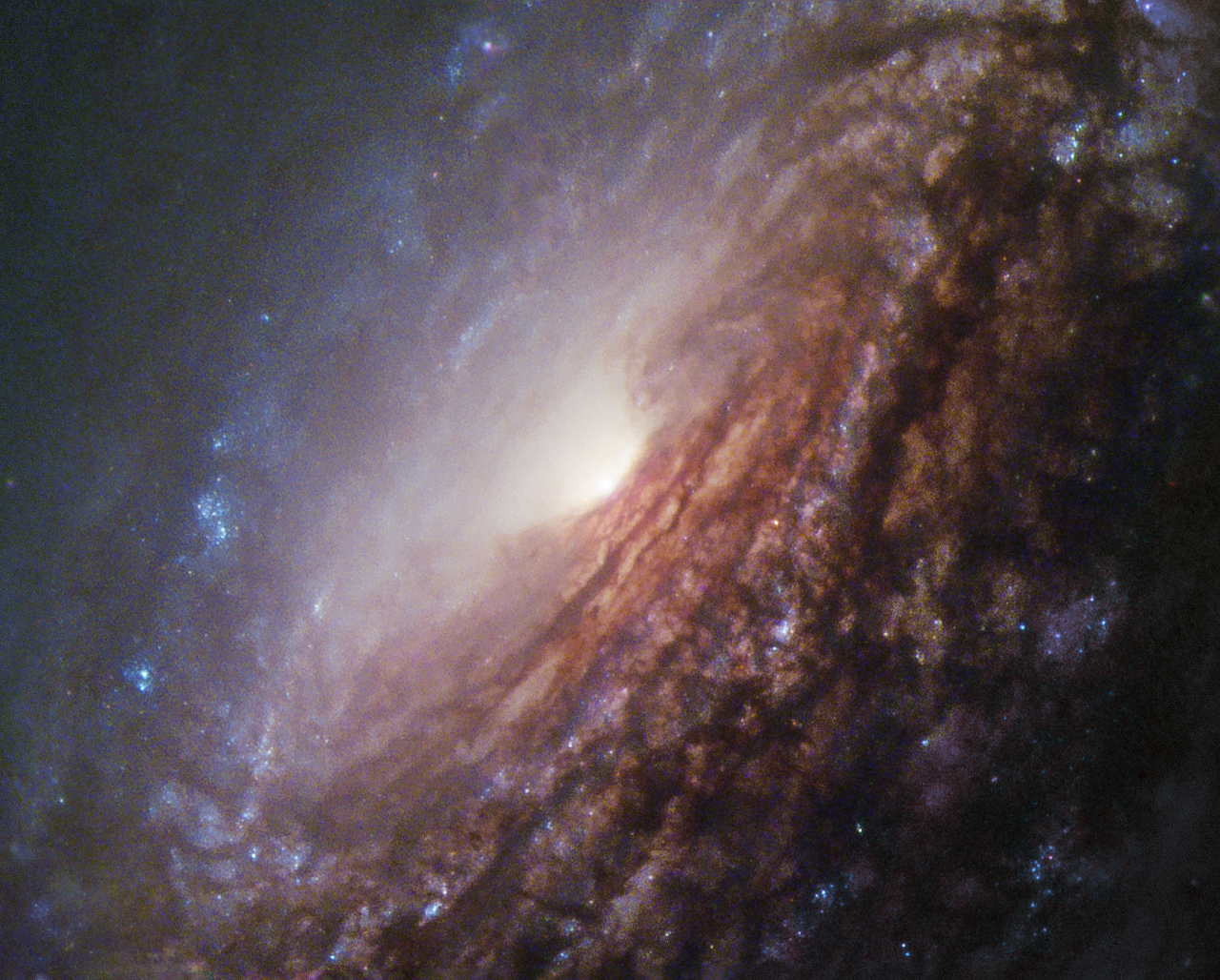
Le cœur de NGC 5033 par le télescope spatial Hubble (Judith Schmidt).
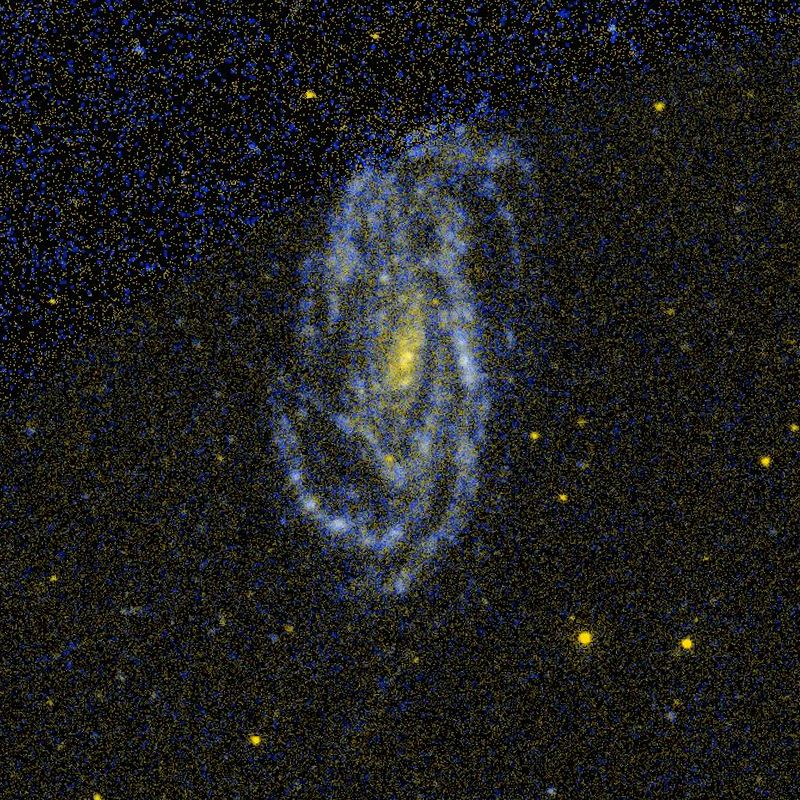
NGC 5033 en ultraviolet (GALEX).
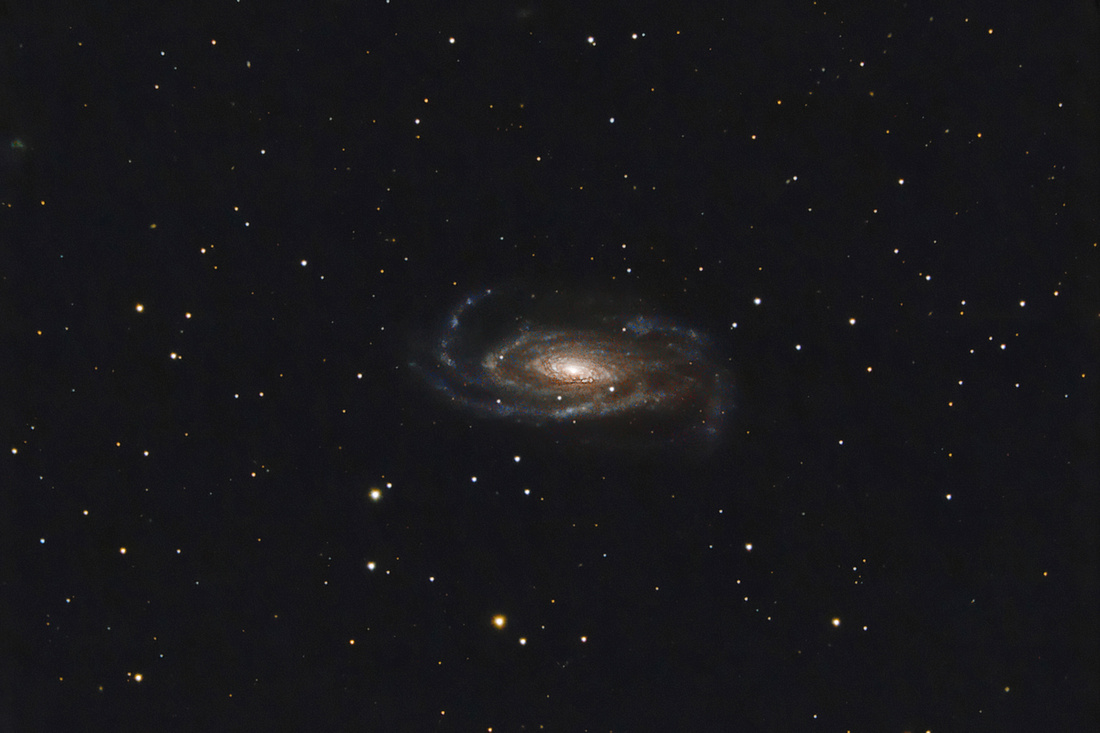
NGC 5033, une cible pour les astronomes amateurs.